# Носірджон Масумі
Масумі Носірджон Асадович (2 травня 1915 — 16 серпня 1974) — таджицький радянський літературознавець, поет, фольклорист, член-кореспондент АН Таджицької РСР (з 1969), засл. діяч науки Таджицької РСР (з 1960).
Народився 19 квітня (2 травня) в кишлаку Каратаг (майбутній Гісарський район) в родині дехканина-коваля.
У 1930 році закінчив у Самарканді дворічні педагогічні курси і працював учителем таджицької мови.
У 1936—1940 рр. студент літературного факультету Педагогічного інституту імені Т. Г. Шевченка (Душанбе), після його закінчення залишений для викладацької роботи: зав. кафедрою таджицької мови, зав. кафедрою таджицької літератури, проректор з наукової роботи.
У 1959—1972 директор Інституту мови і літератури імені Рудакі АН Таджицької РСР.
З 1971 р академік-секретар Відділення суспільних наук АН Таджицької РСР.
Вірші публікував з 1935 року, в 1944 вийшла в книжковому форматі поема «Країна щастя». Член Спілки письменників Таджикистану (1940).
Починаючи з 1940 року, відомий як літературознавець. Автор навчальних посібників для вузів: «Таджицький фольклор» (1952) і «Методика викладання літератури в V—VIII класах» (1960); монографії про творчість поета М. Рахімі (1961), книги «Таджицька література XVIII століття і першої половини XIX століття»